# Chu Quốc Hiền
Chu Quốc Hiền (tiếng Trung giản thể: 朱国贤, bính âm Hán ngữ: Zhū Guóxián, sinh tháng 9 năm 1964, người Hán) là nhà báo, chính trị gia nước Cộng hòa Nhân dân Trung Hoa. Ông là Ủy viên dự khuyết Ủy ban Trung ương Đảng Cộng sản Trung Quốc khóa XX, hiện là Phó Bí thư chuyên chức Tỉnh ủy Hồ Nam. Ông từng là Bộ trưởng Bộ Tuyên truyền Tỉnh ủy Chiết Giang; Bộ trưởng Bộ Tuyên truyền của hai cơ quan kiểm tra, kỷ luật và giám sát là Ủy ban Kiểm Kỷ Trung ương Đảng và Ủy ban Giám sát Nhà nước.
Chu Quốc Hiền là đảng viên Đảng Cộng sản Trung Quốc, học vị Cử nhân Báo chí. Ông có sự nghiệp 30 năm trong ngành báo chí ở Tân Hoa Xã trước khi chuyển sang tổ chức Đảng, từng công tác ở 5 địa phương là Chiết Giang, Tây Tạng, Quý Châu, Tân Cương, và Hồ Nam.

## Sự nghiệp

### Tân Hoa Xã
Chu Quốc Hiền sinh vào tháng 9 năm 1964 tại huyện Nghĩa Ô, nay là thành phố cấp huyện Nghĩa Ô thuộc địa cấp thị Kim Hoa, tỉnh Chiết Giang, Cộng hòa Nhân dân Trung Hoa. Ông lớn lên và tốt nghiệp cao trung ở Nghĩa Ô, đến năm 1982 thì thi cao khảo và đỗ Đại học Hàng Châu – nay được sáp nhập vào Đại học Chiết Giang, nhập học hệ báo chí vào tháng 9 cùng năm và tốt nghiệp cử nhân chuyên ngành này vào tháng 7 năm 1986. Ông cũng được kết nạp Đảng Cộng sản Trung Quốc tại trường Hàng Châu khi còn là sinh viên năm cuối vào tháng 1 năm 1986. Tháng 7 năm này, sau khi tốt nghiệp, Chu Quốc Hiền được phân về Tân Hoa Xã, điều về Tân Hoa Xã Chiết Giang làm phóng viên. Ông công tác thời gian đầu ở quê nhà Chiết Giang với các chức vụ là ký giả rồi Phó Chủ nhiệm, Chủ nhiệm Phòng Thu thập thông tin và Biên tập, Thành viên Đảng tổ của Tân Hoa Xã Chiết Giang. Những năm 2000, ông được điều tới Tây Tạng trong một khoảng thời gian để nhậm chức Thành viên Đảng tổ, Phó Xã trưởng Tân Hoa Xã Tây Tạng, sau đó trở lại Chiết Giang làm Thành viên Đảng tổ, Phó Xã trưởng Tân Hoa Xã Chiết Giang, rồi Tổng biên tập Chiết Giang. Giai đoạn này, ông được điều tới Quý Châu, rồi Tân Cương với cương vị Bí thư Đảng tổ, Xã trưởng Tân Hoa Xã lần lượt hai địa phương này, sau đó về Chiết Giang làm Xã trưởng Chiết Giang, kiêm Bí thư Đảng tổ phân bộ Tân Hoa Xã các địa phương.

### Tổ chức Đảng
Tháng 2 năm 2016, sau 30 năm công tác ngành báo chí, Chu Quốc Hiền được điều lên trung ương làm Phó Tổ trưởng Tổ Thanh tra thứ 3 Trung ương, chịu trách nhiệm công tác thanh tra ở Liêu Ninh, Sơn Đông theo chính sách "hồi đầu khán" – tức nhìn lại hoạt động trong quá khứ. Vào tháng 7 cùng năm, ông được điều chuyển làm Bộ trưởng Bộ Tuyên truyền của Ủy ban Kiểm tra Kỷ luật Trung ương Đảng Cộng sản Trung Quốc, kế nhiệm Trần Tiểu Giang, cấp phó bộ trưởng. Tại Đại hội Đảng Cộng sản Trung Quốc lần thứ XIX, ông được bầu làm Ủy viên Ủy ban Kiểm Kỷ Trung ương Đảng khóa XIX. Sang tháng 3 năm 2018, sau khi tổ chức lại các cơ quan nhà nước ở trung ương, ông giữ chức vụ Bộ trưởng Bộ tuyên truyền của Ủy ban Giám sát Nhà nước Trung Quốc mới được thành lập. Tháng 10 năm 2018, ông được điều về tại Chiết Giang, được chỉ định vào Ủy ban Thường vụ Tỉnh ủy, nhậm chức Bộ trưởng Bộ Tuyên truyền Tỉnh ủy Chiết Giang, kế nhiệm Cát Tuệ Quân. Công tác ở đây 3 năm, vào ngày 19 tháng 11 năm 2021, ông được điều tới Hồ Nam, phân công làm Phó Bí thư chuyên chức Tỉnh ủy Hồ Nam. Năm 2022, ông được bầu là đại biểu của đoàn Hồ Nam dự Đại hội Đảng Cộng sản Trung Quốc lần thứ XX. Trong quá trình bầu cử tại đại hội, ông được bầu là Ủy viên dự khuyết Ủy ban Trung ương Đảng Cộng sản Trung Quốc khóa XX.